# Kinlochleven
Kinlochleven es una localidad situada en el concejo de Highland, en Escocia (Reino Unido), con una población estimada a mediados de 2016 de 810 habitantes.
Se encuentra ubicada al norte Escocia, cerca de la ciudad de Inverness —la capital del concejo—, de la costa del mar del Norte y del canal de Caledonia.